# Amolops iriodes
Amolops iriodes es una especie de anfibio anuro de la familia Ranidae.

## Distribución geográfica yhábitat
Es endémica del norte de Vietnam; quizá también en la zona adyacente de China. Su rango altitudinal oscila entre 1400 y 1700 m s. n. m..